# Germano V
Germano V (Estambul, 6 de diciembre de 1835 - Calcedonia, 28 de julio de 1920) fue un religioso griego, patriarca de Constantinopla desde el 10 de febrero de 1913 hasta el 25 de octubre de 1918.
Nació con el nombre de Georgios Kabakópulo (Γεώργιος Καβακόπουλο) en el barrio de Fener, en Constantinopla (actual Estambul), que estaba dominada por los turcos otomanos. Estudió en el seminario de Halki, en la isla de Heybeliada, la segunda isla del archipiélago, en el mar de Mármara, que ahora es un barrio de Estambul.
Falleció el 28 de julio de 1920 en Calcedonia (en el Imperio otomano).
| Predecesor: Joaquín III | Patriarca de Constantinopla 1913-1918 | Sucesor: Melecio IV Metaxakis |

- Datos: Q2374911
- Multimedia: Germanos V of Constantinople / Q2374911